# 今集特別精彩…
〈今集特別精彩…〉（英語：On A Very Special Episode...）是美國超級英雄類型的迷你網路影集《汪達幻視》的第五集，本集由彼得·卡麥隆（Peter Cameron）和麥肯齊·多爾（Mackenzie Dohr）聯合編劇，麥特·夏克曼執導，於2021年2月5日在Disney+首播。本集为漫威電影宇宙的系列作品之一，與漫威電影宇宙系列電影處於同一架空世界和共同世界。伊莉莎白·歐森和保羅·貝特尼繼續分別飾演在漫威電影宇宙系列電影中的角色汪達·麥西莫夫和幻視，主演還包括泰娜·帕麗斯、伊凡·彼得斯、藍道爾·朴、凱特·丹寧絲和凱薩琳·哈恩。本集講述幻視不認同汪達控制小鎮居民的行為，汪達警告天劍局不要再試圖介入自己的生活。

## 劇情
1980年代，汪達·麥西莫夫和幻視用盡辦法試圖讓嬰兒湯米和比利停止哭鬧。艾格妮絲前來幫助他們照顧嬰兒，幻視因為見到艾格妮絲的「古怪」行為以及她對汪達的態度而開始產生疑問。當幻視嘗試詢問汪達時，湯米和比利突然成長到5歲。一隻小狗出現在房間之中，湯米和比利希望父母能夠同意收養小狗，艾格妮絲建議給小狗取名為小火花（Sparky）。汪達趁艾格妮絲不備，使用超能力變出小狗項圈。湯米和比利為了收養小狗而瞬間長大到10歲。幻視在公司收到天劍局發來的一封電子郵件，公司内的员工失控，一同揭示西景鎮的實際狀況。幻視也短暫得知同事諾姆的真實想法，發現汪達控制着整個小鎮的一切事物。
在能量场外的天剑局基地裡，众人开会商讨事件细节，并展示了汪达在先前攻入天剑局总部盗走幻视遺體的监控录像，随后莫妮卡·藍博、吉米·吳和黛絲·路易斯也在调查中意识到汪達擁有改变现实的能力。为了适应小镇的时代背景，天劍局遙控一架1980年代的無人機進入小鎮，但代理局长泰勒·海沃德命令啟動所攜帶的武器攻擊汪達。汪達随后拖着毁坏的無人機從能量場中走出，警告海沃德不要多管閒事。回到镇中，汪達得知小火花意外死亡的消息，但拒绝了艾格妮絲与孩子们希望将其复活的请求。晚上，幻視就小镇真相一事质问汪達，导致两人差点發生正面衝突。幻视随后不認同汪達控制小鎮居民的行為，但旺达称并非所有事物都在她的掌控之中。最后，汪達的雙胞胎哥哥皮特洛·麥西莫夫的到來打斷了他們的爭吵。路易斯也在電視機前看到皮特洛被「重新選角」的一幕。
情景喜劇《汪達幻視》的中場廣告為「拉哥斯紙巾」。

## 製作

### 開發
2018年10月，漫威影業確定開發以漫威電影宇宙系列電影中的角色「緋紅女巫」汪達·麥西莫夫和幻視為主角的迷你網路影集，伊莉莎白·歐森和保羅·貝特尼回歸分別領銜出演汪達和幻視。2019年8月，麥特·夏克曼確認執導《汪達幻視》。夏克曼、首席編劇潔克·薛佛、凱文·費吉與漫威影業的路易斯·德·埃斯波西托（Louis D'Esposito）以及維多莉亞·阿隆索共同擔當執行製片人:50。凱文·費吉表示影集兼具「經典的情景喜劇」和「漫威史詩」的特色，向多個年代和多種類型的美國電視節目致敬。本集由彼得·卡麥隆（Peter Cameron）和麥肯齊·多爾（Mackenzie Dohr）聯合編劇。

### 劇本
首席編劇潔克·薛佛稱，影集除了向過去的電視節目致敬之外，還將「嘗試開拓新領域」。主演保羅·貝特尼稱《汪達幻視》向多個年代和多種類型的美國電視節目致敬。本集借鑒多部20世紀80年代的電視影集，包括《親情紐帶》、《歡樂滿屋》、《歡樂家庭》、《妙管家》、《胖妞羅珊》和《歡樂校園》等。凱文·費吉透露本集中插播的虛構中場廣告「為揭示影集的真實故事提供線索」。廣告中「拉哥斯」紙巾的宣傳標語為「清理您無意搞砸的殘局」，與2016年電影《美國隊長3：英雄內戰》中汪達·麥西莫夫在奈及利亞拉哥斯誤傷無辜民眾的行為前後呼應。

### 選角

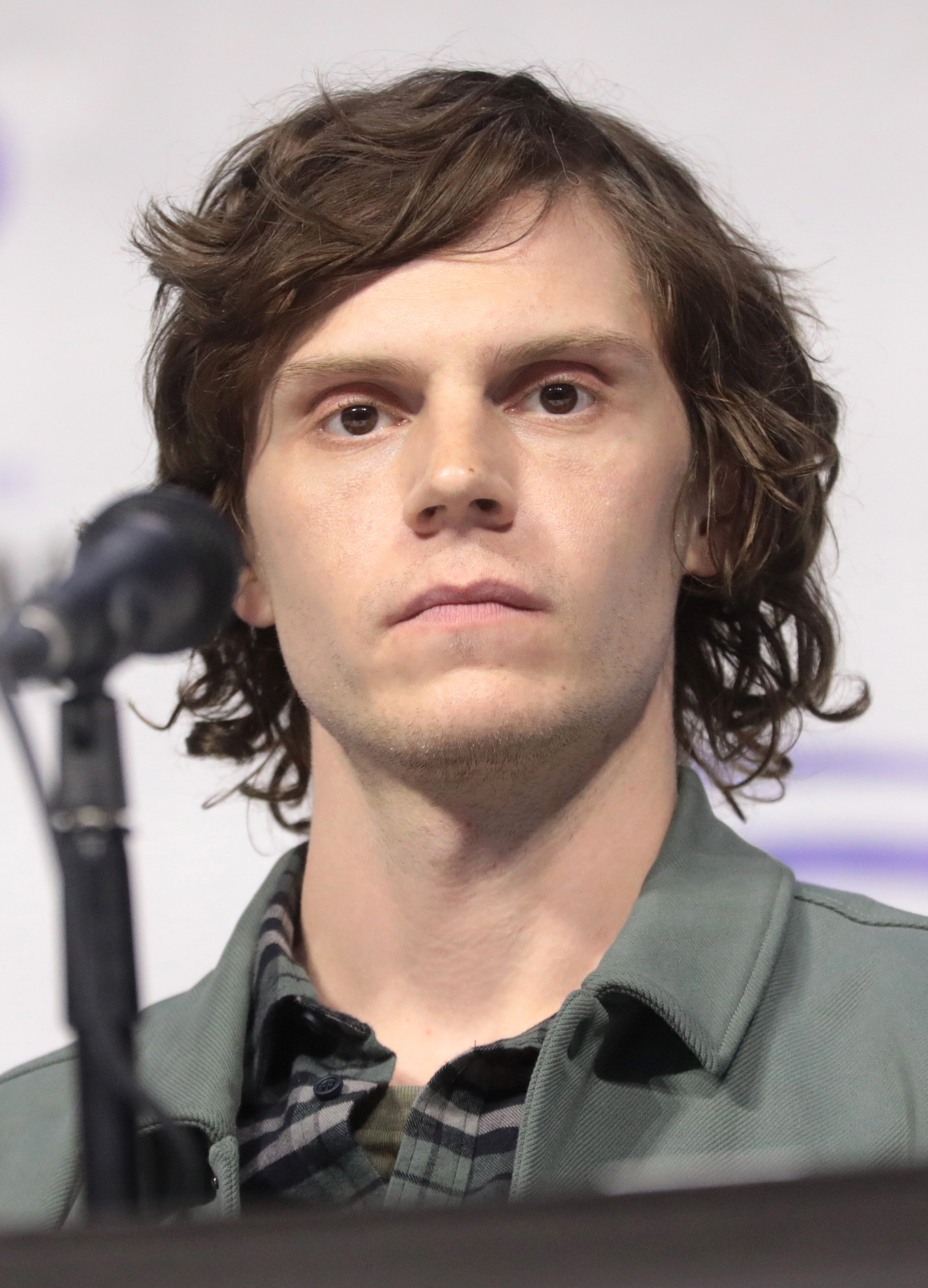
伊凡·彼得斯在本集中出演情景喜劇《汪達幻視》中的皮特洛·麥西莫夫，他此前在X戰警電影系列中出演同一角色彼得·麥西莫夫

本集的主要角色包括伊莉莎白·歐森飾演的汪達·麥西莫夫、保羅·貝特尼飾演的幻視、泰娜·帕麗斯飾演的莫妮卡·藍博、伊凡·彼得斯飾演的皮特洛·麥西莫夫、藍道爾·朴飾演的吉米·吳、凱特·丹寧絲飾演的黛絲·路易斯和凱薩琳·哈恩飾演的艾格妮絲:35:15-35:33。伊凡·彼得斯此前在X戰警電影系列中出演同一角色彼得·麥西莫夫。漫威電影宇宙中的皮特洛·麥西莫夫此前由亞倫·強森飾演。
汪達和幻視的雙胞胎兒子出現於本集之中，朱利安·希利亞德（Julian Hilliard）和傑特·克萊恩（Jett Klyne）分別飾演10歲的比利（Billy）和湯米，貝倫·比利茲（Baylen Bielitz）和蓋文·博德斯（Gavin Borders）分別飾演5歲的比利和湯米。喬許·斯塔姆博格出演天劍局代理局長泰勒·海沃德，阿莫斯·格里克（Amos Glick）飾演郵差丹尼斯（Dennis），阿西夫·阿里（Asif Ali）飾演諾姆（Norm），艾倫·赫克納（Alan Heckner）飾演天劍局特工蒙蒂（Agent Monti），莎麗娜·安杜茲（Selena Anduze）飾演天劍局特工羅德里格斯（Agent Rodriguez）。伊塔馬爾·恩里克斯（Ithamar Enriquez）、衛斯理·基墨（Wesley Kimmel）、辛德妮·湯瑪斯（Sydney Thomas）和維多利亞·布萊德（Victoria Blade）出演中場廣告。

### 拍攝
本集在佐治亞州亞特蘭大的松林製片廠拍攝，麥特·夏克曼擔當導演，傑斯·霍爾擔當攝影指導。製作組還在亞特蘭大都會區取景拍攝。因應2019冠狀病毒病疫情，劇組在洛杉磯重啟補拍作業:50。

### 特效
後期特效製作公司包括、和:37:33-37:48。

## 音樂
克里斯托弗·貝克為影集作曲，勞勃·羅培茲和克莉絲汀·安德森-羅培茲為影集創作主題曲。本集音樂原聲帶於2021年2月12日由漫威音樂和好萊塢唱片聯合發行。
| 曲序     | 曲目     | 时长  |
| -------- | -------- | ----- |
| 1.       |          | 1:42  |
| 2.       |          | 0:36  |
| 3.       |          | 0:30  |
| 4.       |          | 3:08  |
| 5.       |          | 0:53  |
| 6.       |          | 4:02  |
| 7.       |          | 0:29  |
| 8.       |          | 1:48  |
| 9.       |          | 3:11  |
| 总时长： | 总时长： | 16:19 |

## 市場營銷
2020年12月初，漫威陸續公佈分別以20世紀50年代至21世紀初為主題的6幅海報，其中元素的變化展現時間流逝以及劇情進展。

## 發行
〈今集特別精彩…〉於2021年2月5日在Disney+首播。

## 迴響
〈今集特別精彩…〉得到整體好評。根据評論匯總网站爛番茄汇总的26篇评论文章，100%的评论家给予该作正面评价，平均打分为8.4分（满分10分）。

## 備註
1. ↑  參見2016年電影《美國隊長3：英雄內戰》[1]。

## 資料來源
1. 1 2  Ridgely, Charlie. . ComicBook.com. 2021-02-05  [2021-02-05]. （原始内容存档于2021-02-05） （美国英语）.
2. ↑  Kroll, Justin. . Variety. 2018-09-18  [2018-09-18]. （原始内容存档于2018-09-19） （美国英语）.
3. ↑  Sciretta, Peter. . /Film. 2018-10-30  [2018-11-01]. （原始内容存档于2018-10-31） （美国英语）.
4. 1 2  Fischer, Jacob. . Discussing Film. 2019-08-21  [2019-08-24]. （原始内容存档于2019-08-24） （美国英语）.
5. ↑  Reinstein, Mara. . Emmy. 2020-12-16  [2020-12-19]. （原始内容存档于2020-12-19） （美国英语）.
6. ↑  Kit, Borys. . The Hollywood Reporter. 2019-01-09  [2019-01-10]. （原始内容存档于2019-01-10） （美国英语）.
7. ↑  Dinh, Christine. . Marvel.com. 2019-11-13  [2019-11-14]. （原始内容存档于2019-11-14） （美国英语）.
8. 1 2  Reinstein, Mara. . Emmy. Vol. XLII no. 12. 2020: 42–50. （原始内容存档于2020-12-20） （美国英语）.
9. ↑  Couch, Aaron. . The Hollywood Reporter. 2019-08-23  [2019-08-23]. （原始内容存档于2019-08-23） （美国英语）.
10. 1 2 3  Radish, Christina. . Collider. 2020-11-25  [2020-12-12]. （原始内容存档于2020-12-07） （美国英语）.
11. ↑  Patches, Matt. . Polygon. 2021-02-05  [2021-02-05]. （原始内容存档于2021-02-06） （美国英语）.
12. ↑  Coggan, Devan. . Entertainment Weekly. 2020-11-10  [2020-11-10]. （原始内容存档于2020-11-10） （美国英语）.
13. ↑  Ryan, Mike. . Uproxx. 2021-01-27  [2021-01-27]. （原始内容存档于2021-01-27） （美国英语）.
14. ↑  Radish, Christina. . Collider. 2021-01-11  [2021-01-11]. （原始内容存档于2021-01-12） （美国英语）.
15. 1 2  Hood, Cooper. . Screen Rant. 2021-02-05  [2021-02-05]. （原始内容存档于2021-02-05） （美国英语）.
16. 1 2  Cameron, Peter; Doh, Mackenzi. . . 第1季. 第5集. 2021-02-05  [2021-02-06]. Disney+. （原始内容存档于2021-03-01） （美国英语）.片尾演職員表於33:57開始。
17. ↑  Schmidt, JK. . ComicBook.com. 2021-02-05  [2021-02-05]. （原始内容存档于2021-02-05） （美国英语）.
18. ↑  Barnhardt, Adam. . ComicBook.com. 2019-09-09  [2019-10-21]. （原始内容存档于2019-09-20） （美国英语）.
19. ↑  Walljasper, Matt. . Atlanta. 2019-12-30  [2020-04-03]. （原始内容存档于2020-03-02） （美国英语）.
20. ↑  Walljasper, Matt. . Atlanta. 2020-02-29  [2020-03-02]. （原始内容存档于2020-03-02） （美国英语）.
21. ↑  Davids, Brian. . The Hollywood Reporter. 2021-01-15  [2021-01-15]. （原始内容存档于2021-01-15） （美国英语）.
22. ↑  Frei, Vincent. . Art of VFX. 2021-01-05  [2021-01-15]. （原始内容存档于2021-01-13） （美国英语）.
23. ↑  Workman, Robert. . SuperheroHype!. 2020-01-21  [2020-01-21]. （原始内容存档于2020-01-22） （美国英语）.
24. ↑  Taylor, Drew. . Collider. 2021-01-04  [2021-01-04]. （原始内容存档于2021-01-04） （美国英语）.
25. ↑  . Film Music Reporter. 2021-02-11  [2021-02-11]. （原始内容存档于2021-02-11） （美国英语）.
26. ↑  Pulliam-Moore, Charles. . io9. 2020-12-09  [2020-12-10]. （原始内容存档于2020-12-10） （美国英语）.
27. ↑  . The Futon Critic.   [2021-02-06]. （原始内容存档于2021-02-06） （美国英语）.
28. ↑  . Rotten Tomatoes. Fandango Media.   [2021-09-01].

## 外部連結
- 互联网电影数据库上今集特別精彩…的资料（英文）